# Vanamõisa (Haljala)
Vanamõisa – wieś w Estonii, w prowincji Virumaa Zachodnia, w gminie Haljala.